# نوک، آکسفوردشر
نوک (به انگلیسی: Noke) یک روستا و محله مدنی در بریتانیا است که در Cherwell واقع شده‌است. نوک ۴٫۹۱ کیلومتر مربع مساحت و ۱۳۲ نفر جمعیت دارد.